# Modelo
Modelo è un comune del Brasile nello Stato di Santa Catarina, parte della mesoregione dell'Oeste Catarinense e della microregione di Chapecó. Copre un'area di 92.717 km².